# نيك جاكسون
نيك جاكسون (بالإنجليزية: Nick Jackson)‏ هو مصارع محترف أمريكي، ولد في 28 يوليو 1989 في رانتشو كوكامونغا في الولايات المتحدة.

## وصلات خارجية
- نيك جاكسون على موقع CageMatch worker (الإنجليزية)

- نيك جاكسون على موقع IMDb (الإنجليزية)